# Seznam městských parků v Třebíči
Seznam městských parků v Třebíči je článek o parcích v Třebíči, v Třebíči se nachází několik městských parků, které jsou rozloženy poměrně rovnoměrně, téměř v každé části města se nachází alespoň jeden.
| Areál Baťovy fabriky                             | Areál Baťovy fabriky byl v 10. letech 21. století revitalizován a jeho součástí se stal park s dětským hřištěm a mobiliářem. |
| Park Františka Veselého                          | Park Františka Veselého byl pojmenován v roce 2023 a vznikl tak z bezejmenného parčíku u jižní zdi Starého hřbitova. František Veselý (* 1925) byl třebíčský neurolog, patriot a čestný občan města. Zasloužil se o záchranu židovského hřbitova a dalších památek. |
| Park Hájek                                       | Hájek je park na Nových Dvorech. Rozkládá se nad jedním z bočních údolí Týnského potoka na ploše asi 5 ha. Mimo to se týmž názvem označuje též jedno z novodvorských sídlišť – sídliště Hájek, někdejší sídliště generála Ludvíka Svobody. Starý lesík Hájek býval dříve označován názvem Přibíkovo boroví, resp. Přibíkův hájek. Přibík prodal hájek jejkovské mlynářské rodině Mollů. Hájek byl soukromý lesík, do něhož byl až do konce druhé světové války vstup zakázán. |
| Zřícenina bašty                                  | Hrádek je jihovýchodní výběžek místní části Podklášteří. Má charakter městského parku, oblíbeného výletního místa návštěvníků Třebíče i oblíbeného oddychového místa Třebíčanů; důvodem oblíbenosti je krásný výhled na velkou část města Třebíče, mimo jiné též na třebíčskou židovskou čtvrť, zapsanou v seznamu UNESCO. |
| Dětská část Hasskovy zahrady                     | Hasskova zahrada je malý zahradní park na Nových Dvorech a na Podklášteří v Třebíči. Nese jméno rodiny Hasskových, kteří vlastnili blízkou koželužnu ve Vnitřním Městě. |
| Památník v Jubilejním háji                       | Jubilejní háj je lesní park v Týně v Třebíči. Zbudován byl v roce 1938 ke dvacátému výročí Československé republiky. Rozkládá se na svahu údolí Týnského potoka při Hladovém rybníce mezi ulicemi Koutkovou, Táborskou a Budíkovickou. Jeho funkční součástí jakožto místa oddychu je i dětské hřiště u obratiště MHD. |
| Jánáčkovo stromořadí                             | Janáčkovo stromořadí je ulice a malý městský park v Třebíči na Jejkově. Nese jméno Leoše Janáčka. Jeho historie sahá do 30. let 20. století, na přelomu 80. a 90. let téhož století však jeho značná část vzala za své z důvodu výstavby přeložky silnice č. I/23 Radostínem. |
|                                                  | Krajíčkova stráň je lesopark v Třebíči, je umístěn na svahu nad řekou Jihlavou a to od Polanky k Poušovu. Zřízen byl v roce 1926. |
|                                                  | Máchovy sady jsou revitalizovaným parkem na Jejkově v sousedství Nemocnice Třebíč, Zimního stadionu Třebíč a řeky Jihlavy. Úzce sousedí také s přírodním parkem Lísčí. V roce 2006 byl opraven v souvislosti s opravou kanalizačního sběrače, byly pokáceny stromy a prořezány menší keře a také byla vydlážděna nová stezka. |
| Lísčí                                            | Městský přírodní park Lísčí bezprostředně sousedí s mnohem menším parkem Máchovými sady. Zbudován byl v letech 1891–1896 na radostínských stráních nad řekou Jihlavou. Do 90. let se pro něj užíval název Radostínské sady, v té době (1994–1996) prošel obnovou. |
| Lorenzovy sady                                   | Lorenzovy sady se rozkládají v prostoru kožichovického žlebu. Třebíčská část radostínských svahů Lorenzových sadů sloužila jako obecní pastviny. Zalesnit se je obec zavázala roku 1899. V sady je přeměnil roku 1921 třebíčský okrašlovací spolek díky odkazu Viktora Lorenze. Druhý památník na druhé straně údolí náleží letci Václavu Peřinovi; je z roku 1932. Park byl obnoven roku 2004.                                                                               |
| Kamenná vyhlídka na Janovým mlýnem               | Libušino údolí je městský park ležící v údolí Stařečského potoka. Na východní straně končí ulicí Na potoce, kde je potok sveden pod povrch. V Borovině je potom přerušeno továrnami BOPO, které v údolí také stojí. V parku leží dva mlýny Janův a Hluchý, který je neobydlen a chátrá. Významným bodem je také Máchovo jezírko, u kterého se každoročně koná Běh naděje. |
|                                                  | Park Na Polance je městským parkem, byl založen kolem roku 1890 v nivě řeky Jihlavy. |
|                                                  | Okolí Rafaelovy ulice bylo postupně rekonstruováno a po několika etapách demolice původní zástavby byla upravena do podoby udržované městské zeleně. |
| Vodovodní rybník v Týnském údolí                 | Týnské údolí je lesní park, převážně na území místní části Týna. V podstatě jde o část členitého údolí Týnského potoka. Údolí překlenuje dvojice třípolových mostů novodvorské páteřní ulice Marie Majerové. Na Týnském potoce se v Týnském údolí dochovala stará soustava rybníčků, zřízená původně za účelem zásobování města vodou. |
| Tyršovy sady, západní část – bývalé Wolfovo pole | Tyršovy sady jsou městský park v Třebíči na Horce, v prostoru zvolna do centra města se svažujícího kopce. Základy parku spadají do roku 1903, dnešní podoby nabyl na základě mírně upraveného projektu architekta Josefa Kumpána. Pojmenován je po Miroslavu Tyršovi. Na jihu částečně sousedí se stadionem Sokola, na východě dlouhá léta sousedil se starou sokolovnou. |
| Zámecký park                                     | Zámecký park je městský park v Třebíči v Podklášteří, nacházející se západně od areálu třebíčského zámku. Jihovýchodně od parku se rozkládá Podzámecká niva. |